# Dhvaja

Le dhvaja jaïn utilisé lors de certaines fêtes.

Le Dhvaja ou Dhyaja est un des huit symboles auspicieux du jaïnisme selon la tradition digambara, et aussi du bouddhisme. Il fait partie des ashtamangala. Il s'agit d'une bannière, d'un drapeau religieux. Il existe plusieurs modèles de dhvajas dont un drapeau en forme de triangle rectangle, orange, avec la syllabe sacrée Om̐.